# Týrání zvířat

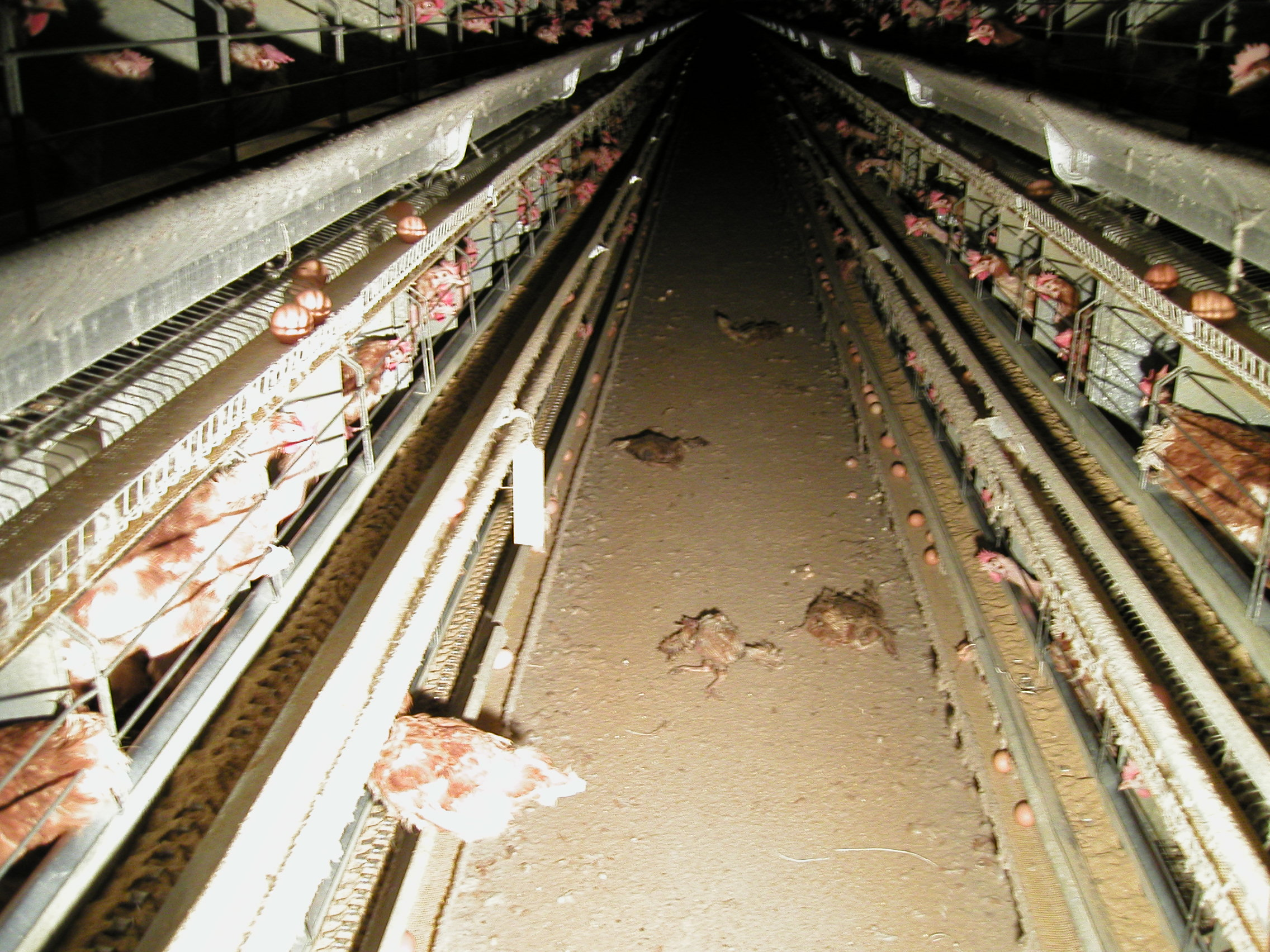
Podvyživená a zdecimovaná drůbež ve velkochovné stanici

Týrání zvířat je souborné označení pro lidskou činnost, během které je cíleně či nevědomky ubližováno zvířeti, je poškozováno jeho zdraví, dochází ke zhoršování životních podmínek, fyziologickému strádání, nemožnosti žít plnohodnotný život a podobně. Různé skupiny obyvatelstva chápou pojem týrání zvířat rozdílně a záleží na konkrétní situaci a kultuře, jak tyto projevy vůči zvířatům vyhodnotí, i když je to správné. Většinou převládá názor, že týrání zvířat je označení pro pochody, které mohou vést k trvalému poškození zdraví zvířete či v extrémních případech až k jeho usmrcení a to buď následkem přímého útoku na zvíře a nebo ke smrti vlivem zanedbání základní péče.
Ačkoliv jsou zvířata z právního hlediska pojímána v právních řádech mnoha států jako movité věci, zároveň se začíná od posledních desetiletí 20. století objevovat názor na jejich ochranu jako živé bytosti. Týrání zvířat se tak stává v mnoha zemích trestným činem, za který hrozí pachateli trest odnětí svobody v různé délce v závislosti na státě. V dalších zemích se jedná o přestupek, kde pachatel je povinen uhradit pouze škodu či pokutu. V dalších zemích nejsou zvířatům přisouzena žádná práva a tak se při špatném chování k nim nejedná o žádný přestupek. Legislativní pohledy na tyto činy vůči zvířatům jsou závislé na kulturním prostředí a aktivitách obyvatelstva, které se zasadilo o zavedení práv zvířat na základě mediálně známých případů.
Práva zvířat respektive posuzování jejich týrání v kontextu legislativy je závislé i na definici zákona na jejich ochranu, který určuje, které skupiny jsou považovány za zvířata chráněná těmito zákony. V Česku jsou tak například chráněni pouze obratlovci, kteří dosáhli postembryonálního stádia.

## Ochrana zvířat ve světě
Mnoho států po celém světě má ve své legislativě zakomponovány prvky chránící zvířata a zamezující jejích týrání. V USA je to například Cruelty to Animals Acts in the United States (2001), v Kanadě Animal Protection Laws of the USA & Canada (Third Edition) či Cruelty to Animals Acts ve Velké Británie, jehož základy byly položeny již v roce 1835 a postupně procházel novelizací. Obecně jsou zvířatům přisuzovány práva, že chovatel je povinen poskytovat jídlo, vodu, léčbu a že zvířata nesmějí být bezdůvodně vystavována bolesti či usmrcována bolestivým způsobem (či usmrcována vůbec vyjma povolených výjimek). Ve mnoha státech existují výjimky v závislosti na kulturní tradici země, takže za týrání zvířat není považována ve Španělsku korida či v některých asijských státech kohoutí či psí zápasy, dále pak norování, chov v zoologických zahradách, dostihy, ale i některé formy masového hospodářského chovu, kupírování uší a podobné zásahy.
Ochránci zvířat často argumentují, že ukazatelem vyspělosti každé kultury je skutečnost, jak se chová k ostatním živým bytostem v jejich okolí.. Tato argumentace však není zcela přesvědčivá, jelikož třeba na počátku 20. století existovaly nejpřísnější zákony na ochranu přírody v antihumanistickém a totalitním nacistickém Německu (viz kapitola Přísné zákony na ochranu zvířat – Nacistické Německo). Pro posílení práv zvířat a boji proti týrání zvířat bylo často založené na konkrétním případu lidského chování, které vyburcovalo veřejné mínění pro zlepšení životních podmínek zvířat. Některé státy světa jako Švédsko, Rakousko, Kostarika, Indie, Finsko a Singapur zakazují dokonce i využívání zvířat v zábavní sekci jako jsou zábavní pořady či cirkusy. Některé cirkusy již začaly reagovat na změny v přístupu obyvatelstva při využívání zvířat a zavádějí program bez jejich používání.
Známé případy se odehrály v 80. a 90. letech 20. století, kdy byly napadány výzkumné laboratoře se zvířaty, které byly v některých případech i zničeny či vážně poškozeny ve snaze upozornit veřejnost na špatné zacházení se zvířaty.

### Přísné zákony na ochranu zvířat - Nacistické Německo
Na počátku 20. století existoval nejpřísnější zákon na ochranu zvířat paradoxně v totalitním a antihumanistickém nacistickém Německu . V době, kdy v koncentračních táborech umírají v krutých podmínkách lidé, přijímá roku 1933 Německo nejtvrdší zákon na ochranu zvířat, jaký tehdy vůbec na světě existuje. Nacistické zákony na ochranu zvířat byly velmi detailně propracované a měly vysokou lékařskou a právní úroveň . Už v první verzi z roku 1933 je např. přísně postihováno týrání zvířat, je zakázáno užívání psů při honech, je regulována kastrace zvířat a je stanoveno maximální množství práce, které může být požadováno od zvířat na polích nebo v dolech. Další ustanovení omezovalo vědecké a lékařské experimenty na zvířatech, které se směly provádět jen výjimečně a s výslovným povolením ministerstva vnitra (přičemž v koncentračních táborech se samozřejmě prováděly drastické „vědecké“ pokusy na lidech zcela bez omezení). Na zákon z roku 1933 navazovala postupně celá řada dalších zákonů na ochranu přírody a zvířat, které byly vydávány a vylepšovány až do úplného konce režimu. Většina těchto zákonů byla údajně sestavena pod dozorem samotného Hitlera . Nesmírný důraz je v těchto zákonech kladen především na to, aby zvířata nepociťovala sebemenší bolest  – ať už během chovu, při přepravě nebo třeba během porážky. V roce 1934 byl vydán lovecký zákon, který např. zakazoval v lesích kladení pastí a rovněž používání celé řady střeliva, jehož použití by mohlo zvěři způsobit nepřiměřenou bolest . Ohrožené druhy se nesměly lovit vůbec. Nacistické Německo se také stalo vůbec první zemí na světě, která v roce 1934 vydala zákon na ochranu vlků . Nacistický zákon na ochranu zvířat byl natolik propracovaný, že se s několika úpravami udržel v západních sektorech Německa až do roku 1974 . Přísný nacistický zákon o metodách zabíjení zvířat z roku 1933 zůstal dokonce v platnosti až do roku 1997 .

### Ochrana zvířat ve Velké Británii
Ve Velké Británii je týrání zvířat kriminálním činem, u kterého hrozí maximální sazba až 5 let odnětí svobody na základě Cruelty to Animals Act z let 1835, 1949 nebo 1876. Známým případem v Británii se stala událost z konce 90. let 20. století, kdy skupina studentů umístila ježka do mikrovlnné trouby. Hlavní viník byl později potrestán 90 dny odnětí svobody. V roce 1824 zde byla založena také první společnost na ochranu zvířat Royal Society for the Prevention of Cruelty to Animals. Velká Británie zakazuje současně používání divokých zvířat v cirkusech.

### Ochrana zvířat v Česku
Zvířata v Česku jsou chráněna na základě zákona na ochranu zvířat proti týrání, č.246/1992 (novelizován zákonem č. 162/1993 Sb) dále zákonem na ochranu přírody a krajiny č.114/1992 a občanským zákoníkem – zákon č.89/2012. Zákon na ochranu zvířat proti týrání, který byl vydán v roce 1992 na popud mezinárodních předpisů Rady Evropy a Evropského společenství, který zakazuje jakoukoliv formu týrání divoce žijících i chovaných zvířat a současně i formu propagace jejich týrání pro všechny fyzické i právnické osoby na území státu. Ve smyslu tohoto zákona se rozumí zvíře jakýkoliv obratlovec vyjma člověka, nikoliv však plody nebo embrya těchto zvířat. Zákon ukládá všem osobám chránit zvířata před týráním. Ochranu zvířat zákon nařizuje provádět ministerstvu zemědělství České republiky a dalším příslušným orgánům jako je například Státní veterinární správa České republiky či místní úřady obcí. Tyto orgány provádějí kontroly při chování zvířat, přepravě, na jatkách či při laboratorním využívání zvířat. Koordinaci mezi jednotlivými orgány zajišťuje Ústřední komise na ochranu zvířat. Na rozdíl od práva soukromého, právo veřejné poskytuje ochranu nejen zvířatům, které mají vlastníka, ale i těm, které ze své povahy mít vlastníka nemohou, a vlastnictví je u nich vyloučeno. Připomeňme ještě zákon o ochraně přírody a krajiny č.114/1992. Primárním účelem tohoto zákona je ochrana živočichů, kteří žijí ve volné přírodě a zabránit zničení jejich přirozeného prostředí. Ochrana je to tedy komplexní, a to právě za účelem, aby jak živočichové, tak prostředí přetrvaly i v budoucnu. Samotný zákon tak definuje v §5, kdy stanoví: „(1) Všechny druhy rostlin a živočichů jsou chráněny před zničením, poškozováním, sběrem či odchytem, který vede nebo by mohl vést k ohrožení těchto druhů na bytí nebo k jejich degeneraci, k narušení rozmnožovacích schopností druhů, zániku populace druhů nebo zničení ekosystému, jehož jsou součástí. Při porušení těchto podmínek je orgán ochrany přírody oprávněn rušivou činnost omezit stanovením závazných podmínek.“
Utrpení zvířete dle zmiňovaného zákona je jakýkoliv stav způsobený podnětem nebo zákrokem, kterého se nemůže zvíře samo zbavit a který zvířeti způsobuje bolest, zranění, zdravotní poruchu anebo smrt (jedná se o zákroky způsobující nepřiměřenou bolest prováděného zákroku, u smrti zvířete se rozlišuje usmrcení a utracení, které se provádí pokud možno bezbolestně). Naproti tomu například použití biče není obecně považováno za týrání zvířete, pokud při jeho použití nedojde ke vzniku modřin či poranění kůže zvířete. Za týrání je naproti tomu považováno využívání zvířat jako lákadla či zkoušet zvíře na jiném zvířeti, štvát zvířata proti sobě (vyjma potřeb při lovu) atd. Na území Česka jsou tak zakázány i zvířecí zápasy, které jsou v některých jiných zemích běžné (např. kohoutí zápasy).
Zásadní je také otázka postavení zvířete v rámci soukromoprávní úpravy. Při novelizaci občanského zákoníku došlo u otázky zvířete k poměrně velké změně. Došlo k opuštění pojetí zvířete jako věci, ať živého zvířete nebo mrtvého, jak tomu bylo v předchozí právní úpravě a zvíře se začalo chápat jako „živý tvor“. V předchozím občanském zákoníku se na zvíře aplikovaly ustanovení ohledně vlastnického práva. Krok ke změně byl obecně přijímán kladně, protože pojetí zvířete jakožto věci nebylo šťastné a  neumožňovalo dostatečné potrestání, pokud docházelo k týrání zvířete nebo obchodování s ním. Také to více odpovídá etickým požadavkům dnešní doby, a je to v souladu s právními řády jiných evropských zemí jako Německa či Rakouska. Tento proces je odborně nazýván dereifikace zvířete. V občanském zákoníku č.89/2012 najdeme definici zvířete v hlavě IV Věci a jejich rozdělení ve všeobecných ustanoveních v paragrafu 494 : „Živé zvíře má zvláštní význam a hodnotu již jako smysly nadaný živý tvor. Živé zvíře není věcí a ustanovení o věcech se na živé zvíře použijí obdobně jen v rozsahu, ve kterém to neodporuje jeho povaze.“
Potíž novelizaci ovšem nedošlo k negativnímu vymezení zvířete. Zůstává tedy otázkou jakou právní povahu tedy vlastně má? V tomto směru zůstala stávající právní úprava nejednoznačná, protože některá uplatnění o věci, se na zvíře stále aplikují. Za prvé již rozdělením zvířete na divoké, zajeté, zkrocené a domácí je jasně vymezeno vlastnictví k danému zvířeti. Pro soukromé právo je vůbec klíčové pojetí vzniku, existence a zániku vlastnického práva ve vztahu ke zvířeti. Pochopitelně z toho vyplývá příslušná odpovědnost majitelů zvířat, u nichž lze jednoznačně určit vlastnictví ve vztahu k povinnosti nahradit škodu způsobenou zvířetem.
Dále je třeba si uvědomit, že zvíře se v soukromém právu vlastně stalo právní kategorií sui generis. Je tomu tak z jednouchého důvodu, v paragrafu 494 se uvádí: „Živé zvíře není věcí a ustanovení o věcech se na živé zvíře použijí obdobně jen v rozsahu, ve kterém to neodporuje jeho povaze.“, tedy zvíře věcí není, ale v soukromém právu na něj lze uplatnit některá ustanovení, která se věcí týkají. Důvodová zpráva se k tomu vyjádřila následujícím způsobem: „Povaha zvířete jako živého tvora justifikuje jeho vyloučení z kategorie věcí; ustanovení o věcech se proto na živá zvířata aplikují obdobně, avšak jen v rozsahu, v jakém to neodporuje povaze zvířete jako živého tvora.“ Zda je možné aplikovat dané ustanovení Ob. z. či nikoliv, bude nejspíše nutné posoudit vždy s ohledem na konkrétní případ a jeho jedinečné okolnosti. Obecně bychom mohli usuzovat, že jakékoli ustanovení, které by ve svém důsledku živého tvora činilo stresovaným, způsobilo mu bolest nebo další trýzeň, nebude možné aplikovat.
Nově týrání zvířat řeší § 302 Zákona č. 40/2009 Sb.(trestní zákoník), který stanovuje, že kdo týrá zvíře zvlášť surovým nebo trýznivým způsobem, nebo surovým nebo trýznivým způsobem veřejně nebo na místě veřejnosti přístupném bude potrestán odnětím svobody až na dvě léta, zákazem činnosti nebo propadnutím věci nebo jiné majetkové hodnoty. Odnětím svobody na šest měsíců až tři léta nebo zákazem činnosti bude pachatel potrestán, byl-li za čin uvedený v odstavci 1 v posledních třech letech odsouzen nebo potrestán, nebo způsobí-li týranému zvířeti takovým činem trvalé následky na zdraví nebo smrt. Odnětím svobody na jeden rok až pět let bude pachatel potrestán, spáchá-li čin uvedený v odstavci 1 na větším počtu zvířat.
V Česku jsou zvířata částečně chráněna i v rámci dalších zákonů, kdy usmrcení zvířete může být např. považováno za poškození cizí věci. V případě zjištění porušování práv zvířat je kontrolní orgán schopen zahájit správní řízení, které může vést k udělení pokuty, odebrání zvířat, či k podání podnětu k trestnímu stíhání zodpovědné osoby. Při správním řízení může být pachateli uložena pokuta ve výši 50 000 Kč či při opakovaném provinění 200 000 Kč. Od roku 1992 do roku 2004 bylo v Česku za týrání zvířat odsouzeno celkem 221 osob. V roce 2007 bylo za týrání zvířat odsouzeno 17 lidí, což je čtyřikrát více než v roce 2006.
Ze statistik vychází, že v Česku jsou nejtýranějšími zvířaty psi, kočky a hospodářský dobytek.

#### Mediálně známé kauzy v Česku
V roce 2008 se stala mediálně známou kauzou v Česku událost, kdy skupina mladistvých lidí utýrala kočku v Morávce v červenci 2006, když ji nejprve opili alkoholem a později na ní poštvali bojové plemeno psa a na závěr jí Valdemar Kostka (jediný odsouzený v celém případu na 120 hodin veřejně prospěšných prací) šlápl na hlavu. Celý čin si skupina nahrávala a videozáznam zveřejnila anonymně na internetu, což vedlo nakonec k jejich obvinění a k odsouzení jednoho z nich. Lidé ze sdružení Lovci bestií identifikovali účastníky akce a předali jejich jména policii.

## Důvody k týrání
Existuje široká škála důvodů, proč lidé týrají zvířata a jejich jednoduchý popis není zcela možný. Každý typ týrání zvířete je jiný a prováděn jinak s jinými úmysly. Často se ubližování zvířat rozděluje na dvě skupiny: aktivní a pasivní.
Pasivní týrání zvířat je definováno jako týrání z nedbalosti, které vede k zanedbávání péče o zvíře. Může se jednat například o hladovění zvířete, dehydrataci, neposkytnutí zdravotní péče infikovaným či nemocným zvířatům, ustájení v nevyhovujících podmínkách (horko, zima, vlhko atd.), parazitické infekce atd. Tyto procesy mají za následek pozvolné oslabování zvířete a podlamování jeho zdraví. Zvíře může za těchto podmínek umírat několik dní, až týdnů, což prodlužuje jeho utrpení. Vyšetřování těchto činů často ukazuje, že majitel zvířete začne zvíře ignorovat a přestane se o něj starat, což může vést až k jeho uhynutí. V těchto případech je často zvíře majiteli odebráno a dáno do útulku, kde se mu dostane odpovídající zdravotní či jiné péče a případně se najde nový majitel, který by se o zvíře staral.
Aktivní týrání zvířat je definováno jako činnost, kdy člověk vědomě a záměrně trápí, zraňuje, či nevhodně usmrtí zvíře následek události, která nebyla přirozená nehoda. Lidé, kteří schválně a vědomě ubližují zvířeti jsou nejčastěji veřejně medializování a předpokládá se, že za jejich chováním je nějaká psychická porucha (jako např. projevy sadismu, či zoosadismu) a tyto osoby mohou být nebezpečné pro společnost.

## Boj proti týrání zvířat
Část veřejnosti (převážně na Západě) postupně tlačí na politiky, aby garantovala zvířatům práva a tvrději postihovala špatné nakládání s nimi, či jejich týrání. Tyto snahy vedou k přitvrzování postihů za týrání zvířat a boj za jejich lepší právní ochranu. Veřejnost je zpravidla vyburcována k projevům nesouhlasu mediálně známými případy jako např. v Česku utýrání kočky v Morávce a nebo zneužívání zvířat v laboratořích pro kosmetické účely.

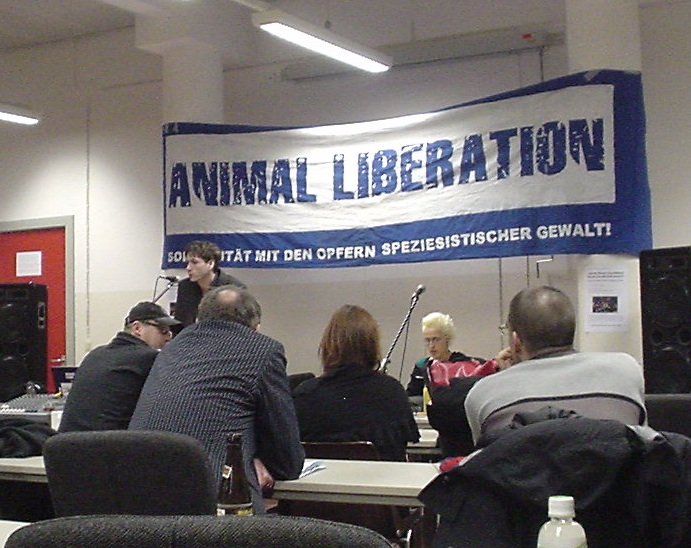
Setkání společnosti bojující za práva zvířat

### Nenásilné akce
Aktivisté za práva zvířat se snaží veřejnost a politiky upozorňovat na týrání zvířat záběry utýraných zvířat, které často bývají naturalisticky velmi drastické a v některých případech jsou tyto záběry získány i nelegálním proniknutím do objektu. Mezi nenásilné akce se řadí nátlakové akce, bojkoty zboží vyráběné firmou využívající zvířata, petice či demonstracemi. Na světě se nachází celá řada organizací, které se snaží proti týrání bojovat jako např. česká Lovci bestiím či americká PETA působící po celém světě.

### Násilné akce
Vyjma nenásilných akcí, které se soustřeďují převážně na upozorňování týrání zvířat se vyskytují i organizace, které využívají přímou akci proti laboratořím, chovným stanicím či místům, kde jsou zvířata týrána. Jejich členové nelegálně útočí na objekty, do kterých následně pronikají a "osvobozují" zvířata ze zajetí. V některých případech jsou odváženy do odpovídajícího místa pobytu , v jiných pak vypouštějí tyto osvobozená zvířata do volné přírody, což se stává často terčem odborné kritiky, jelikož vysoký výskyt zvířat (např. norků) může rozvrátit ekosystém či zvířata nejsou schopna ve volné přírodě přežít a tak dochází k úhynu jedinců hlady.
V extrémních případech skupina ničí vybavení objektu, či přímo samotný objekt. Velmi časté jsou případy žhářství. Tyto organizace se dopouštějí řady trestných činů, které obhajují etickými cíli.